# Ренде (Козенца)
Ренде (итал. Rende) је насеље у Италији у округу Козенца, региону Калабрија.
Према процени из 2011. у насељу је живело 1404 становника. Насеље се налази на надморској висини од 464 м.

## Становништво
Према резултатима пописа становништва 2011. у општини је живело 33.555 становника.
| 1931. | 1936. | 1951.  | 1961.  | 1971.  | 1981.  | 1991.  | 2001.  | 2011.  |
| ----- | ----- | ------ | ------ | ------ | ------ | ------ | ------ | ------ |
| 9.038 | 9.583 | 11.729 | 11.770 | 13.157 | 25.281 | 30.946 | 34.421 | 33.555 |